# Карбонатные породы
Карбонатные породы (также карбонатолиты, не путать с карбонатитами) — осадочные горные породы, в основном сложенные природными карбонатами. Наиболее распространены известняки (из кальцита и арагонита), далее идут доломиты, сидериты, магнезиты. У трёх последних название породы совпадает с образующим её минералом; если требуется указать на различие, для пород может применяться суффикс «-олит»: так, минерал сидерит слагает породу сидеритолит. Карбонатолиты широко распространены — до 20-25 % массы стратисферы Земли. Толщина формаций известняков достигает 3-5 километров, доломитов — 1 километра, сидериты и магнезиты образуют слои толщиной в десятки и сотни метров.
Содовые минералы и родохрозиты встречаются в виде небольших тел (до 5-10 метров толщиной для родохрозитов). Отдельно классифицируются карбонатные породы смешанного состава, в подавляющем большинстве случаев состоящие из двух минералов, например:
- доломитистые (до 25 % доломита) и доломитовые (до 50 % доломита) известняки;
- известковистые (до 25 % известняка) и известковые (до 50 % известняка) доломиты.

В карбонатных породах встречаются примеси глины, обычно в известняках и конкрециях сидеритов. Известняки с большим содержанием глины (свыше 25 %) называются мергелями. В качестве примеси соединения кремния встречаются также в виде халцедона, кварца и песка.
Карбонатные породы различаются по структуре на яснозернистые или фанеромерные и внешне незернистые (криптомерные или пелитоморфные, как писчий мел или мергель), наибольшие различия наблюдаются у известняков. По типу образования разделяются на:
- биоморфные (в том числе цельноскелетные и биокластовые);
- сфероагрегатные (в том числе сферолитовые, оолитовые, конкреционные);
- обломочные;
- кристаллические (также гранобластовые).

По происхождению выделяются:
- первичные (осадочные) карбонатные породы, образующиеся в основном в ходе накопления осадков природных карбонатов из воды, которое происходит выше критической глубины карбонатонакопления — до 4500 м в некоторых океанских водах;
- вторичные породы, образующиеся через процессы химического выветривания (включая гальмиролиз), стяжения, перекристаллизации и замещения.

Среди первичных пород выделяются:
- биогенные горные породы образующиеся осаждением скелетных остатков планктона и нектона, накоплением скелетов бентоса и карбоната кальция и доломита, накопившихся на водорослях вследствие избытка углекислого газа в воде. Типичным представителем являются биоморфные известняки;
- хемогенные горные породы образуются в тихой воде при осаждении микрокристаллов из пересыщенных растворов. К таким породам относятся микрокристаллические известняки, доломиты, магнетиты. В прибрежной воде микрокристаллы концентрируются на поверхности песчинок, образуя сфероагрегатные оолиты и пизолиты из известняков, доломитов и родохрозитов.
- механогенные горные породы имеют обломочную структуру и состоят из сцементированных обломков карбонатолитов.

В число вторичных карбонатолитов входят неосадочные конкреционные известняки, доломиты и сидериты, кальцитовые, доломитовые и сидеритовые панцири, а также крупнокристаллические породы, как метасоматические доломиты, магнезиты, сидериты, так и перекристаллизационные известняки.
Карбонатные породы легкорастворимы в воде, потому их массивы часто содержат карсты. Породы также хорошо растворяются соляной кислотой.
Применение карбонатных пород многообразно:
- из-за пористости они являются коллекторами нефти, газа, подземных вод, применяются для хранения опасных отходов;
- карбонатолиты легко обрабатываются и применяются в качестве строительных материалов;
- породы используются как сырьё для производства цемента и огнеупоров, как металлургический флюс, а также в других отраслях;
- карбонатолиты включают важные руды железа, марганца, магния и других элементов.